# Egstow
Egstow – wieś w Anglii, w hrabstwie Derbyshire, w dystrykcie North East Derbyshire. Leży 30 km na północ od miasta Derby i 206 km na północny zachód od Londynu.